# Кхмер-кромская федерация
Кхмер-кро́мская федера́ция (кхмер. សហព័ន្ធខ្មែរកម្ពុជាក្រោម) — международная правозащитная организация, расположенная в США. Представляет интересы коренных народов дельты Меконга во Вьетнаме. Выступает в защиту прав этнических меньшинств, свободы вероисповедания и права на самоопределение. Член Организации наций и народов, не имеющих представительства (2001).

## История
Организация была образована в 1985 году на Первой Всемирной Конвенции Кхмер-Кром, которая прошла в Нью-Йорке, США. В 1996 году на пятом съезде организации в Торонто (Канада) Кхмер-кромская федерация получила нынешнее название. С 2001 года ККФ входит в Организацию наций и народов, не имеющих представительства.

## Цели
Целью организации является защита интересов коренных народов Вьетнама, проживающих в дельте Меконга. ККФ выступает в защиту базовых прав человека, свободу вероисповедания и права на самоопределение. Для достижения своих целей организация заявляет использование только ненасильственных методов и международного права.

## Флаг
Флаг ККФ представляет собой горизонтальное полотнище с соотношением сторон 2:3. Полотнище состоит из трех горизонтальных полос, которые символизируют:
- Синий — свобода и демократия
- Золотой — мир и справедливость
- Красный — мужество и самопожертвование во благо народа